# Schalkwijkerbrug (Haarlem)
De Schalkwijkerbrug is een verkeersbrug in de Nederlandse stad Haarlem. De brug is gelegen op de overgang van de stadsdelen Haarlem-Centrum en Haarlem-Oost. De brug overspant de Herensingel die bij de brug uitmondt in het Spaarne. De brug is vernoemd naar de voormalige Schalkwijkerpoort, een stadspoort met tevens een brug over de singel, die gesloopt is in de 19e eeuw.
De brug is een druk verkeerspunt met verkeer richting het centrum van de stad via de Antoniestraat en de Langebrug (Verfroller), verkeer richting Haarlem-Oost via de Lange Herenvest en verkeer richting het stadsdeel Schalkwijk via de Schalkwijkerstraat. Tevens rijden buslijnen 300 tussen Haarlem Station, Schiphol en Amsterdam Bijlmer ArenA en een aantal stadslijnen over deze brug.

## Renovatie
De brug die in 1926 is gebouwd werd na net iets minder dan een eeuw in 2023 vervangen door een nieuwe brug. De brug begon scheuren te vertonen, het beton was niet meer van al te beste kwaliteit en brokkelde af. Daarmee werd het draagvermogen van de brug een probleem. Ornamenten van de oude brug zijn bij deze verbouwing hergebruikt. Ook is de oorspronkelijke kleur van de brug op de reling teruggebracht, lichtgrijs. De doorvaarthoogte is met de renovatie verlaagd van 1,75 meter naar 1,50 meter.

### Restanten stadspoort
Tevens werden bij de renovatie resten aangetroffen van de 15e-eeuwse Schalkwijkerpoort. Van deze in de 19e eeuw gesloopte stadspoort werd tot dan toe aangenomen dat er weinig van over was gebleven. De restanten zijn intact gelaten en afgedekt voor latere generaties.

## Fotogalerij

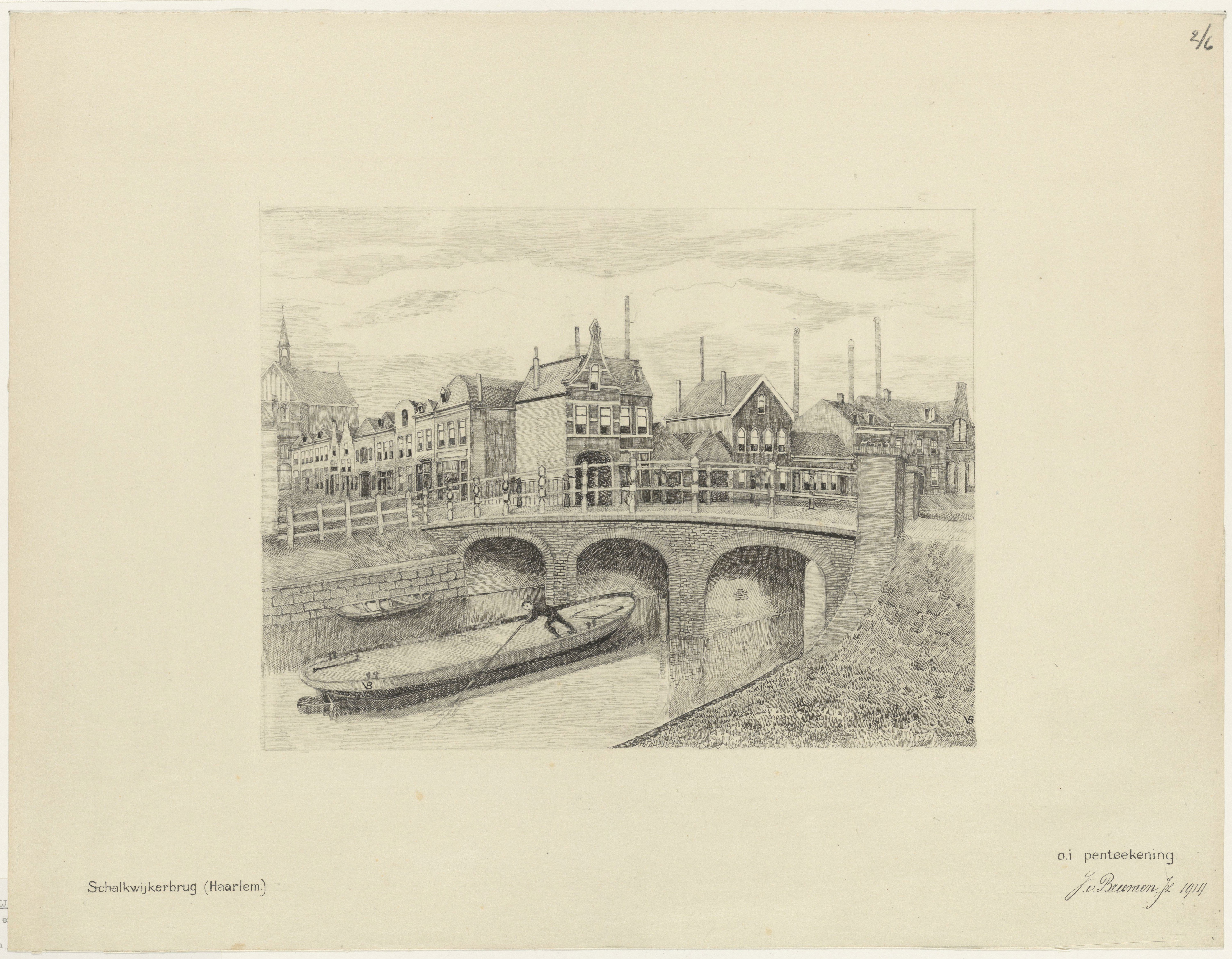
Prenttekening van de Oude Schalkwijkerbrug
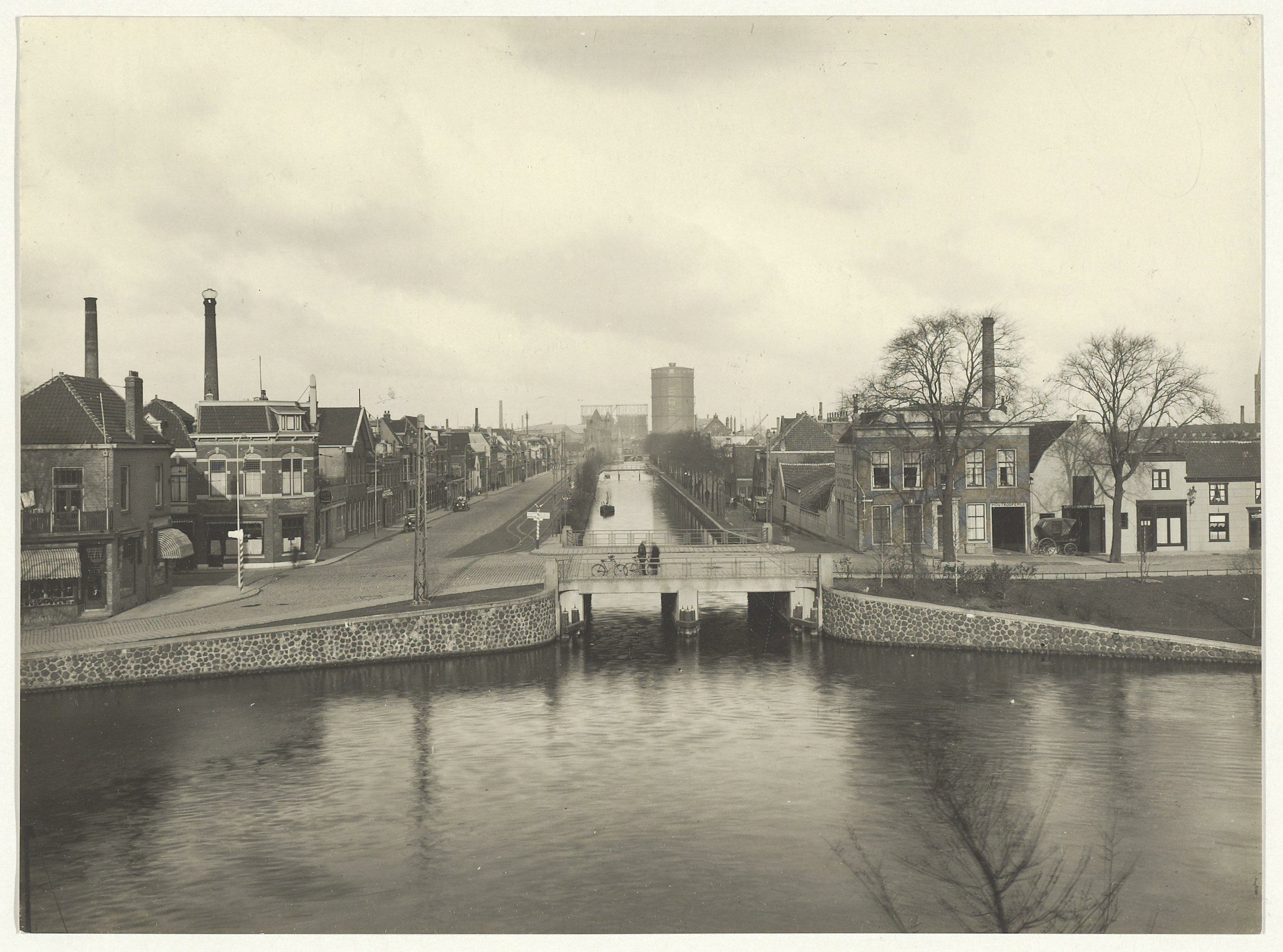
De Schalkwijkerbrug vanaf het Spaarne gezien
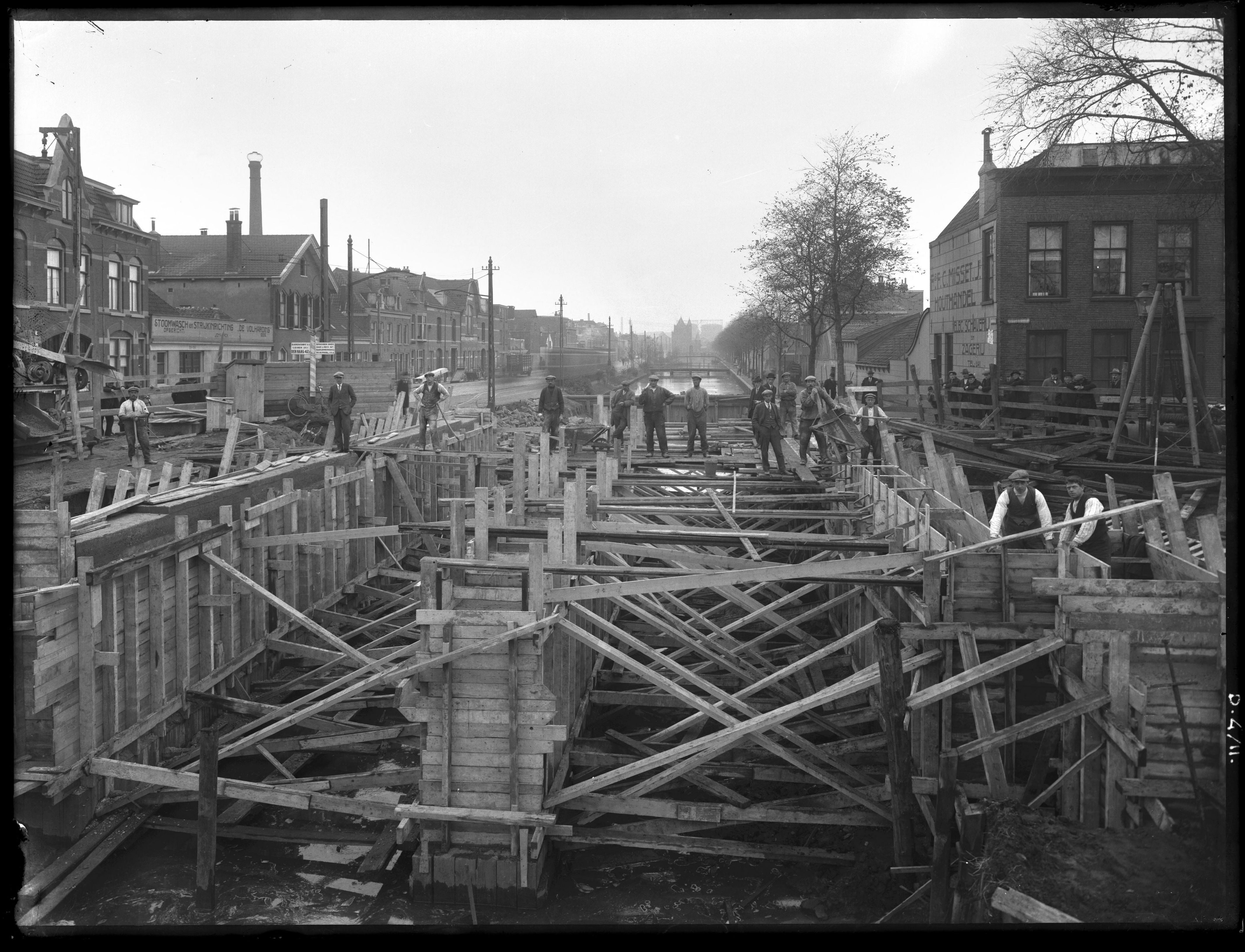
Aanleg van de Schalkwijkerbrug

## Trivia
- Aan de zuidrand verbindt een gelijknamige brug de Haarlemmermeerpolder met het Haarlems stadsdeel Schalkwijk.